# Zbegu, Caraș-Severin
Zbegu este un sat în comuna Cornereva din județul Caraș-Severin, Banat, România.